# سانتیاگو (واشینگتن)
سانتیاگو (به انگلیسی: Santiago) یک منطقهٔ مسکونی در ایالات متحده آمریکا است که در شهرستان گریز هاربر، واشینگتن واقع شده‌است. سانتیاگو ۴٫۰۶ کیلومتر مربع مساحت و ۴۲هزار نفر جمعیت دارد و ۳۹٫۶۲ متر بالاتر از سطح دریا واقع شده‌است.